# Scelio semisanguineus
Scelio semisanguineus är en stekelart som beskrevs av Girault 1914. Scelio semisanguineus ingår i släktet Scelio och familjen Scelionidae. Inga underarter finns listade i Catalogue of Life.